# Sotalol
Sotalol é um fármaco utilizado como betabloqueador, antiarrítmico e antianginoso.